# Villa Van 't Hoff
Villa Van 't Hoff is sinds 2024 de naam van de villa in Huis ter Heide nu Bosch en Duin aan de Amersfoortseweg 11A in de gemeente Zeist in Nederland. Het pand is een rijksmonument en staat in de 'Top 100 van de Rijksdienst voor de Monumentenzorg' uit 1990. In 2024 is de villa, tot dan Villa Henny, door de nieuwe eigenaar hernoemd als een hommage aan de architect. De waarde van het pand is €2,5 miljoen.
Het is van 1915-1916 gebouwd naar ontwerp uit 1914 van Robert van 't Hoff, in opdracht van de zakenman Anton Bernhard Henny (1872-1958), lid van de familie Henny.
De villa wordt gekenmerkt door de plastisch gegroepeerde massa's en dominerende horizontale lijnen. Dit is een aan Frank Lloyd Wright verwante stijl. Het pand is een van de eerste woonhuizen waarin betonskeletbouw gebruikt wordt. De villa is gebouwd op een vrijwel symmetrische plattegrond. Opvallend zijn de witgepleisterde wanden, balkons en overstekende daken. De villa is nog vrijwel in de originele staat. Van het terras is een serre gemaakt en in de jaren vijftig heeft Gerrit Rietveld een aantal kleine aanpassingen gemaakt. Van 't Hoff waardeerde deze aanpassingen niet.

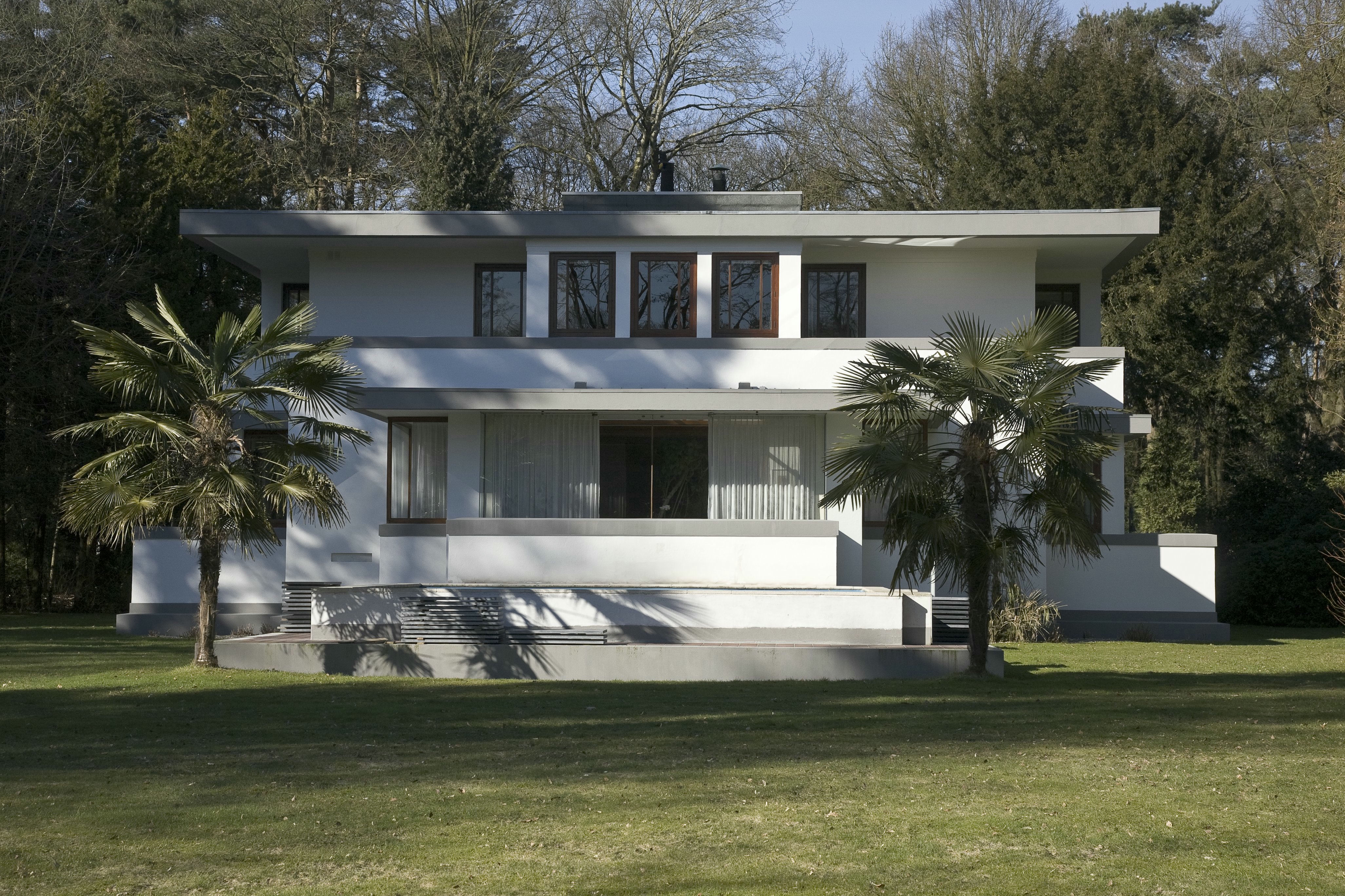
Huis ter Heide (2010)